# Anjīrdān
Anjīrdān (persiska: انجيردان) är en ort i Iran.   Den ligger i provinsen Hormozgan, i den södra delen av landet, 1 000 km söder om huvudstaden Teheran. Anjīrdān ligger 364 meter över havet och antalet invånare är 455.
Terrängen runt Anjīrdān är kuperad. Runt Anjīrdān är det glesbefolkat, med 11 invånare per kvadratkilometer. Det finns inga andra samhällen i närheten. Trakten runt Anjīrdān är ofruktbar med lite eller ingen växtlighet.